# Диктиокорине профунда
Диктиокорине профунда (Dictyocoryne profunda) е вид радиолария от разред Spumellaria. Открит от Кристиан Еренберг през 1860 г. Наподобява описания от Хекел през 1862 вид Euchitonia koellikeri по големината и симетричността на черупката и по формата на псевдоподите. Три порести псевдопода излизат от централния диск, сключвайки с него равни ъгли. Дължината на псевдоподите (от центъра на черупката) е 130 – 150 µm. Не са намерени фосили на този вид на големи географски ширини и се смята, че предпочита единствено топлите океански води и тропичните морета. Среща се и в Средиземно море.
Вътрешната структура е подобна на тази на Химениаструм евклидис. В центъра на радиоларията са разположени от 5 до 10 концентрични решетести дисковидни черупки. Псевдоподите, състоящи се от 10 до 16 концентрични пръстена, са заоблени или копиевидни в краищата си. Извънкапсуларната плазма е или частично развита, или е рудимент, или липсва. В случаите на частично развита извънкапсуларна плазма, нейната дебелина не се променя съобразно отдалечеността от централната капсула, а границите на самата плазма почти достигат краищата на псевдоподите.